# 通信社の歴史
本項では、通信社の歴史（つうしんしゃのれきし）を概観する。
国家を代表する通信社の栄枯盛衰は往々にして、その社が属する国家のそれと軌を一にしている。即ち、国家の勢力圏の拡大は通信社の販路の拡大に直結するものであり、通信社の配信する記事の増大は国家の発言力の増大を意味する。国営通信社にその傾向が顕著であることはもちろんであるが、その他の通信社も、多かれ少なかれ同様の性格を帯びている。フランスのアヴァスや日本の同盟通信社は、国家の降伏直後に解散。対してアメリカのAPは、第一次世界大戦後の国家の隆盛と歩調を合わせて伸長し、世界最大の通信社として躍り出た。
通信社はその業務の性格上、膨大な資金力を必要とする。殊に営利組織の場合、一般ニュースの配信のみで経営を維持するのは困難であり、資力に乏しい社は次々と淘汰された。それは、熾烈な競争を勝ち残ってきたロイターについても同様である。かつて栄華を誇った同社の一般ニュース部門は、1960年代には不採算部門の烙印を押され、一時は売却すら検討された。対して経済通信部門は隆盛を極め、同社の売り上げの大半を占めるまでに成長した。ロイターの事業規模は、一般ニュース部門ではAPの後塵を拝しているものの、社全体ではAPのおよそ10倍に達している。今や、経済・金融情報分野の勢力図に目を向けることなくしては、この業界の全貌を知ることはできなくなっている。

## 世界の通信社史

### 黎明期

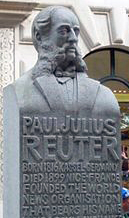
ポール・ジュリアス・ロイター像

ニュースをいかに迅速に提供するかということは、通信社に求められる大きな資質である。19世紀以降に進んだ電気通信網の整備は、通信社の発展に大いに貢献した。いち早く産業革命を達成したヨーロッパからは、相次いで有力通信社が出現した。
1835年、ユダヤ系フランス人シャルル＝ルイ・アヴァス（fr:Charles-Louis Havas、1783年 - 1858年）が、近代的通信社の先駆であるアヴァス通信社 (Agence Havas) をパリで創業した。遡ること10年、1825年に通信事務所を作ったアヴァスは、主要国の首都に配置した通信員から送られる株式・商品市場などのニュースを翻訳・編集して購読者に配布した。アヴァスは1848年、ヨーロッパ各国の首都を伝書鳩によって結ぶという画期的な方法を採用した。当時の鉄道に比べると伝書鳩の方が効率が良く、アヴァスのニュースの速さに注目した新聞社は、こぞってアヴァスを購読するようになった。
14年後の1849年、ユダヤ系ドイツ人で元アヴァス社員のベルンハルト・ヴォルフ（Bernhard Wolff、1811年 - 1879年）がベルリンでヴォルフ電報局 (Wolffs Telegraphisches Bureau) を創業した。ヴォルフは1848年、ベルリンの新聞「ナツィオナール・ツァイトゥング (National-Zeitung) 」の経営に参画した。このときヴォルフは、取材費と通信費が社にとって大きな負担になっていることを知り、これを軽減するため、銀行や新聞社に相場の情報を配信することを考えた。このころ敷設された電信線が民間に解放されることが決定すると、ヴォルフはこれを利用したニュース配信に乗り出した。
1851年には、やはりユダヤ系ドイツ人で元アヴァス社員のポール・ジュリアス・ロイター（Paul Julius Reuter、1816年 - 1899年）が、ロンドンでロイター (Reuters) を創業した。1849年に独立したロイターは、ドイツで興した通信社がヴォルフに駆逐されたのち、イギリスに渡って株式市況を速報する事業を始めた。国内外に張り巡らした電信網の使用を政府から許可されたロイターは、ニュース配信の他に、個人や企業に向けた電信事業を広く展開した。
これら3社は同業他社を圧倒する勢力を保持し、19世紀の世界における3大通信社と称された。

### 世界分割
設立当初、3大通信社は激しく競合したが、衝突による疲弊を避けるため、また提携による相乗効果を図るため、1856年に第1回の国際協定を締結し、相場の速報を相互に交換することを約した。協定は1859年に一般ニュースの分野にも拡大、その後何度も更改された。
1870年、3社はニュースの収集・販売の独占権を以下のように分け合うことを決定した。
- アヴァス：フランス及びその領土、イタリア、スペイン、スイス、ポルトガル、エジプトの一部、フィリピン、ラテン・アメリカ諸国
- ヴォルフ：ドイツ及びその領土、オーストリア、オランダ、北欧、ロシア、バルカン諸国など
- ロイター：大英帝国、トルコ、エジプトの一部、極東（中国、日本）

例えば、日本はロイターの勢力圏に入ったので、日本の通信社は外電が欲しければ、原則としてロイターと契約を結ばねばならないとされた。こうして3大通信社が世界市場を3分する体制が確立したのである。
アメリカのAP (Associated Press) は、この流れに遅れをとった。
APは、ニューヨーク港に入る船舶の乗客からヨーロッパ情勢を取材するために、ニューヨークの新聞社5社が1846年に共同で設立したハーバー・ニューズ・アソシエーション (Harbor News Association) を起源とする。HNAは1857年にニューヨークAPと名を改め、各地の新興通信社と結びながら規模を拡大するが、シカゴで創設された西部AP (Western AP) がニューヨークAPを上回る勢いを見せる。1892年、西部APを中心としてAPが結成された。
19世紀のアメリカは対外的には不干渉主義を採り、専ら国内経済の整備・発展に注力してきた。ヨーロッパに比べて歴史の浅いアメリカはまず足元を固める必要があり、APの姿勢はまさに政府と同様であった。だが、結果としてAPは、独占体制に加わる機会を逸した。

### 協定破棄へ
国際ニュースをヨーロッパの通信社（とりわけロイター）からの供給に依存せねばならなくなったAPは、国際協定の破棄を大目標に掲げる。1893年、アメリカ国内に限って自主権を獲得し、3大通信社に準ずる存在として協定に加わったが、国際市場への進出は依然として制限されたままであった。
1918年、APはアヴァスの勢力圏である南米に進出した。ただし、南米の新聞社が契約相手をアヴァスからAPに変えた場合、その損失分をAPはアヴァスに補償せねばならず、しかもAPからアヴァスへ提供する記事はこれまで通り無償とする、極めて不利な条件下での進出であった。
1927年に開催されたAPの理事会は、協定の破棄を支持した。さらに1933年、APは日本の新聞聯合社とニュース交換契約を締結し、国外市場に乗り出した。堅固な独占体制の崩壊が既成事実となったことで、ロイターやアヴァスは打撃を蒙った。翌1934年、協定は正式に破棄され、3社による分割独占の時代は終わりを告げた。以後、豊富な資力を誇るアメリカの通信社が発展を遂げた。

### 3大通信社の衰退と変容
この間ヴォルフは、ドイツが第一次世界大戦で敗北を喫したことにより、国外の勢力圏をロイターとアヴァスに奪われ、国際通信社の座から転落した。1933年、ナチス・ドイツの国営通信社DNB (de:Deutsches Nachrichtenbüro) に吸収され、第二次世界大戦の敗戦後は国家の東西分裂に合わせて西ドイツ側のDPA (Deutsche Presse-Agentur) と東ドイツ側のADN(Allgemeine Deutsche Nachrichtendienst) とに分裂した。
アヴァスは、第二次世界大戦でフランスが降伏すると解体に追い込まれ、フランス政府に接収された。これに反発した元社員らは残った施設を元にして通信社群を興し、徹底抗戦の論陣を張った。パリが解放された1944年、これらの通信社を糾合してAFP (Agence France-Presse) が創設された。同社はアヴァスの設備や人材を受け継いだため、アヴァス時代と同様に大きな勢力を持つことができた。設立当初は半官半民の組織であったが、1957年の定款改正により、民間企業に改組された。しかし、収入の多くを政府から拠出される資金に依存する構造は、その後も続いている。
ロイターは、第一次世界大戦中に社長に就任したロデリック・ジョーンズ (Roderick Jones) のもと、世界戦略を推進した。ジョーンズは通信社の社長でありながらイギリス情報省（Ministry of Information）のプロパガンダ局長を兼任し、政府と癒着した経営を続けた。ロイターは、一時は世界最大の通信社として君臨するが、台頭するAPやUP (United Press Association) に押され、次第に衰微していった。1941年に協同組合に改組したロイターは、生き残りの道をイギリス連邦の大合同による経済圏の構築に求め、自社株をオーストラリアのAAP (Australian Associated Press) 、及びニュージーランドのNZPA (New Zealand Press Association) にも開放した。しかし、カナダや南アフリカの抱き込みに失敗し、インドでの売り上げは同国の独立後に激減。また、極東の有力市場であった中国では、共産党政権の成立により、西側諸国の通信社が軒並み締め出された。
ロイターはかつての威光を失い、存亡の危機に立たされた。

### 米ソの興隆

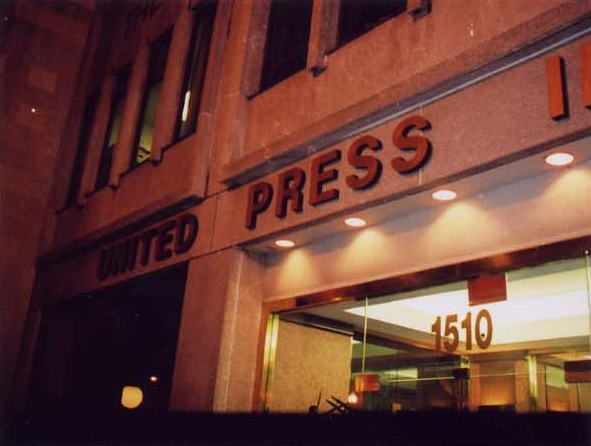
UPI本社（ワシントンD.C.）

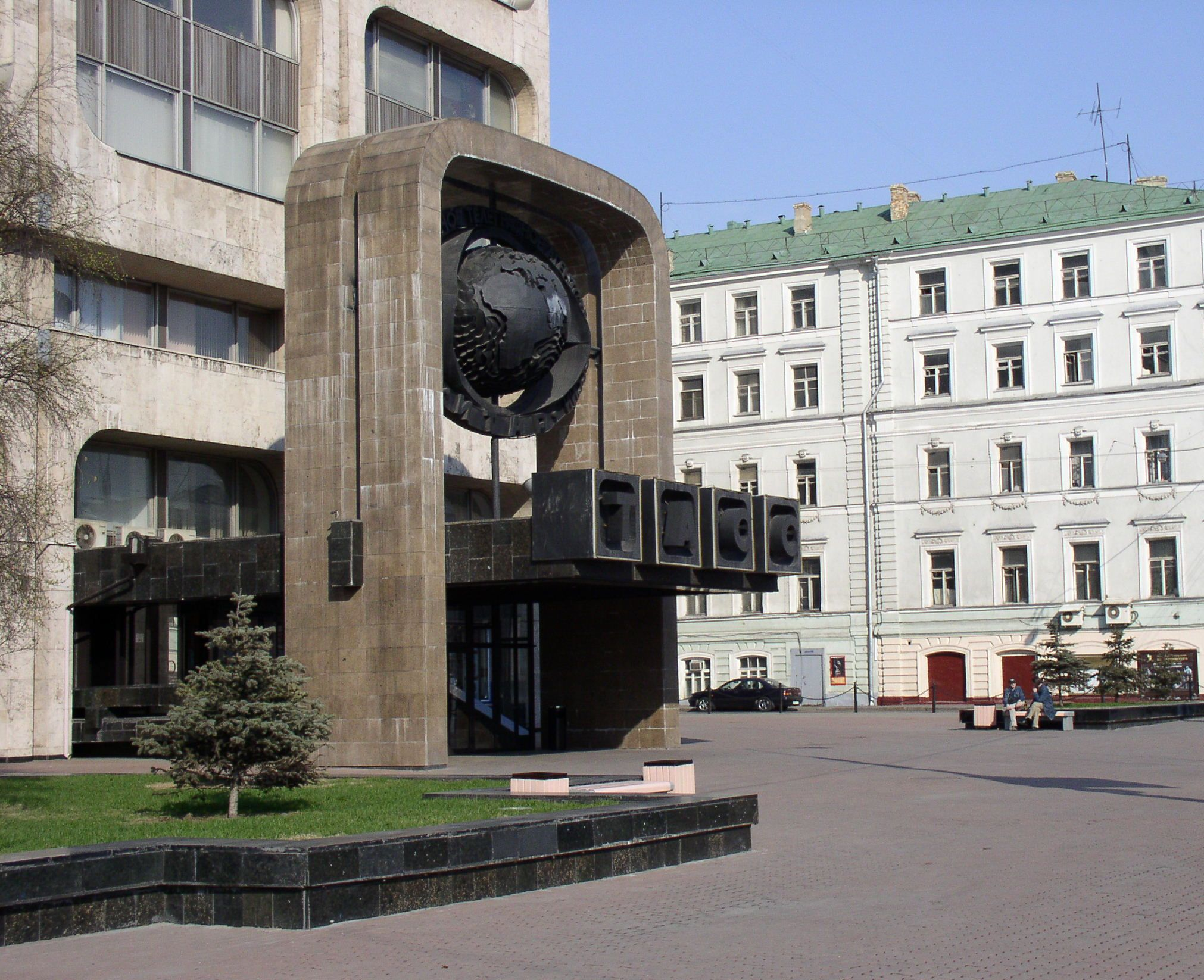
タス本社（モスクワ）

20世紀中葉に至ると、アメリカのAPやUP、そしてソ連の国営通信社タス（ТАСС：現・イタル・タス）が勢力を拡大した。
アメリカでは、AP、UP、INSの3社が鎬（しのぎ）を削っていた。APがロイターやアヴァスなどの有力通信社と提携して、相互の活動領域を定める戦略を採ってきたのに対し、UPは独力で商圏を開拓した。
APはアメリカ国内の契約相手を1つの都市圏につき1社に限定しており、契約できなかった社は不満を募らせていた。UPはこの間隙を縫うように、APとの契約から漏れた社を積極的に取り込んで勢力を拡大した。1958年、設備投資の増大で経営が悪化したINSと合併してUPI (United Press International) となり、APと激しく競争した。UPIは、国外においてはBUP (British United Press) を設立して、イギリス連邦の市場に進出。同地域を地盤とするロイターに対抗した。
ソ連では、帝政ロシア時代の通信社がロシア革命後に再編されて、タスが誕生した（1918年、「ロスタ」に改組。1925年、「タス」に改組）。タスは、連邦内のニュースを独占配布する権限を有し、また国際ニュースはタスを通じて連邦内に流されることになっていたため、安定経営が維持できたのである。

### 第三世界の動向
20世紀中葉、アジア・アフリカの植民地は次々と独立を果たした。しかし、こと国際情報の輸出入に関しては先進国との間に著しい不均衡が残ったままであった。発展途上国側から配信されるニュースの量と先進国から配信されるそれとの差は歴然としていた。
また、英語やフランス語、スペイン語など使用頻度の高い言語を公用語としない国々の通信社の場合、諸外国に記事を配信するにはあらかじめ翻訳をせねばならず、時間と労力、そして経費がかかる（この点では、日本の共同通信社や時事通信社も同様である）。このため、欧米の通信社は構造的に優位に立っているとされる。南北問題は、情報面でも存在していたのである。このため途上国の間では、「独立国間の主権の平等を原則として、相互依存の関係を構築すべし」とする機運が高まった。
1978年のUNESCO総会で決議された「マス・メディア宣言」に代表される、いわゆる「新世界情報通信秩序 (New World Information and Communication Order) 」の概念は、こうした情報格差の是正を目的として提唱されたものであるが、現在のところ実現の見込みは乏しい。

### ロイターの復活

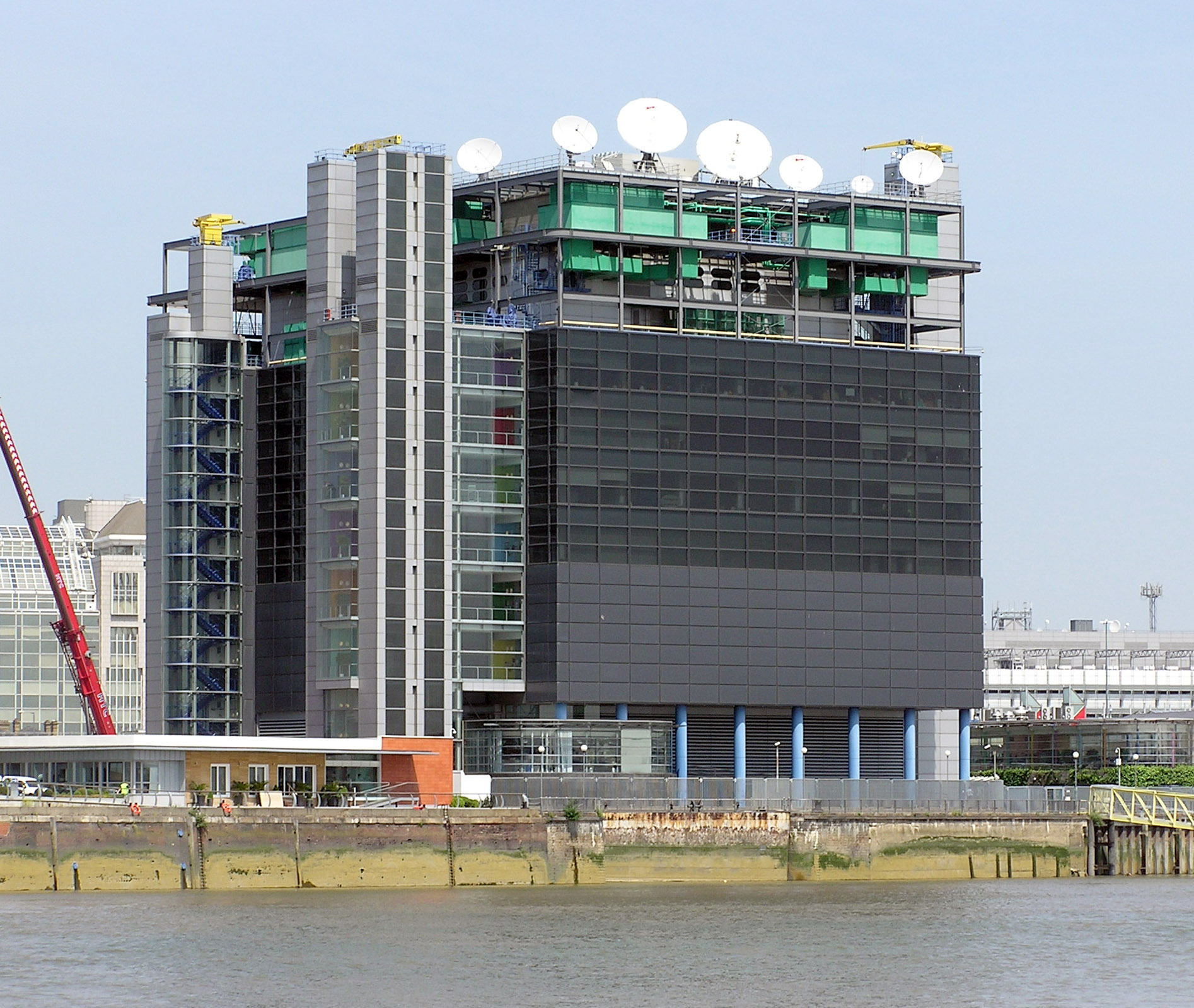
ロイター・データ・センター（ロンドン）

一方ロイターは、深刻な経営難に陥っていた。売上高は最大手APの5分の1と大きく水をあけられ、存続すら危うい状況であった。このような中、1963年に急死した前社長を継いだジェラルド・ロング (Gerald Long) の指揮の下、ロイターは社の建て直しを図る。起死回生の切り札は、同社初のコンピュータによる経済情報通信サービス「ストックマスター (Stockmaster) 」であった。
「株の達人」の名の通り、「ストックマスター」は証券取引を生業とする者に向けて開発された製品であった。「ストックマスター」の成功によりロイターは劇的な復活を遂げ、金融情報サービス企業として大きく舵を切る。主たる顧客は新聞社ではなく、端末の画面を凝視するディーラーとなった。
ロイターが開発したこのシステムは、改良によって利便性を増した。「ストックマスター」では、顧客は端末に送られた経済情報を元に取引の方針を決め、電話で売買の注文をしていた。新サービスでは、端末に「売り」または「買い」と入力することで決済が完了するようにした。コンピュータ上で全ての取引が完結する、仮想市場が現出したのである。
1981年、グレン・レンフルー (Glen Renfrew) がロングを継いでロイターの社長に就任した。レンフルーは1984年、ロンドン証券取引所及びNASDAQへのロイター株上場を果たす。同社の株価は急上昇し、社は大いに潤った。以後ロイターは、世界最大の電子証券会社「インスティネット (Instinet) 」を始めとする企業との合併を繰り返して規模を拡大した。

### ブルームバーグの台頭

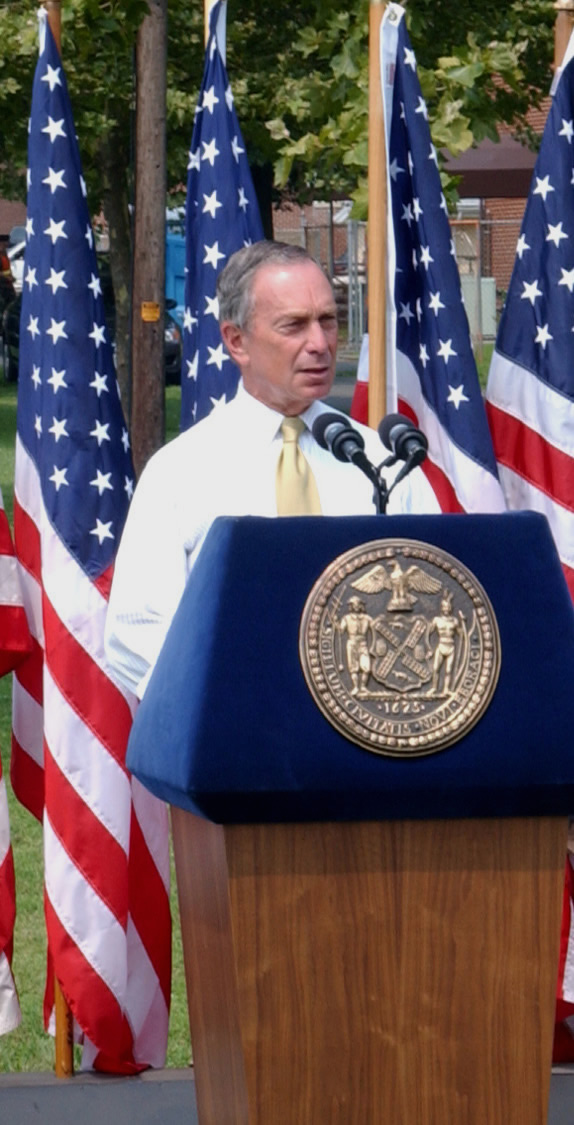
マイケル・ブルームバーグ。写真は政治家に転身した後のもの

1981年10月、マイケル・ブルームバーグ (Michael Bloomberg) が「イノヴェーティヴ・マーケット・システムズ (Innovative Market Systems) 」（のちブルームバーグ (Bloomberg L.P.) に改称）を創業した。
ブルームバーグはソロモン・ブラザーズ (Salomon Brothers) の幹部として活躍していたが、社内抗争が元で解雇された。このとき手にした1000万ドルの退職金を元手に、ブルームバーグと4人の同志は国債価格などの情報を配信するビジネスを開始した。当時は、ダウ・ジョーンズやキャンター・フィッツジェラルドが出資する「マネーライン・テレレート社（Moneyline Telerate, Inc.：以下「テレレート」）」の販売する端末が圧倒的なシェアを誇っており、この分野への新規参入は不可能とさえいわれていた。しかしブルームバーグの開発した端末は、テレレートの製品を凌駕していた。即ち、価格や利率といった情報のみならず、内蔵ソフトがテクニカル分析を行い、「売り」か「買い」かの判断の指針を示すという画期的な機能を有していたのである。
設立当初、ブルームバーグはダウ・ジョーンズからニュースの提供を受けて、端末に流していた。しかし、将来ダウ・ジョーンズがブルームバーグを敵視して情報提供を断ることを懸念して、自前の取材網の確立を模索する。ブルームバーグは1990年2月、ダウ・ジョーンズから引き抜いたマシュー・ウィンクラー (Matthew Winkler) を中心として、「ブルームバーグ・ビジネス・ニューズ」を開始した。金融情報ベンダーとして創業したブルームバーグは、こうして通信社事業に本格参入するに至った。
ブルームバーグが躍進する中、モスクワでは1989年、インテルファクス通信 (Интерфакс) が設立された。ソ連の消滅も影響し、タスの一極集中体制は崩れた。1991年には、慢性的な赤字に苦しんでいたUPIが倒産し、APがアメリカ市場に覇を唱えた。一方ロイターは、インターネットを利用した情報提供に本格的に乗り出した。
世界の通信社の勢力図は、さらなる変動を続けている。

## 日本の通信社史

### 乱立
日本では、江戸時代に米相場の動きを手旗信号によって遠方に伝える手法が存在したが、近代的通信社が生まれたのは明治時代のことである。板垣退助らが中心となって展開した自由民権運動を契機として国会設立の機運が高揚し、1890年（明治23年）に第1回帝国議会が開かれた。この動きに乗って続々と新聞が発刊され、同時に国政の動向や政論を配信する通信社も数多く設立された。東京だけで200を超える通信社が存在したというが、草創期の通信社は総じて小規模なものであった。
1887年（明治20年）、六角政太郎が「東京急報社」を創業。大阪・堂島の米市場の情報を江戸橋電信局に打電し、東京の顧客に伝達した。これが日本における近代的商業通信の嚆矢である。同社は1904年（明治37年）に「合資会社商業通信社」として再生。1919年（大正8年）に株式会社化し、1937年（昭和12年）12月に同盟通信社の子会社「日本商業通信社」に吸収された。
1888年（明治21年）11月4日、三井物産創業者の益田孝により「時事通信社」（現在の時事通信社とは無関係）が創立された。同社は、当時の内務省警保局長清浦奎吾（のち首相）の肝煎りで設立された御用機関であったが、激しい内紛に見舞われ、3年足らずで事実上の休業に陥った。
1890年（明治23年）1月10日、郵便報知新聞社（のちの報知新聞社）社長の矢野龍渓こと矢野文雄、探訪長曽宮禄祐が「新聞用達会社」を創業した。同社は郵便報知新聞社と同様に、立憲改進党支持の姿勢を明確にしていた。
1892年（明治25年）5月10日、時事通信社と新聞用達会社が合併して帝国通信社（以下「帝通」）が誕生。初代社長には、新聞用達会社で主幹を務めた竹村良貞が就任した。同社の記事は、政府の方針にそぐわないとして度重なる発行停止処分を受けたが、帝通は官庁の発表記事に強く、新聞各社は帝通の記事を欲した。同社は日清戦争及び日露戦争を通じてその業務を拡大し、抜きん出た存在に成長した。
19世紀に生まれた通信社としては他に、1890年11月に清浦奎吾が警保局の機密費を使って設立した「東京通信社」や、1891年（明治24年）に漆間真学が設立した「日本通信社」、1893年（明治26年）5月に出版界の雄・博文館の大橋佐平が設立した「内外通信社」、1899年（明治32年）2月に自由党代議士の星亨が設立した「自由通信社」などがある。
日本通信社は、1906年（明治39年）に庇護者の伊藤博文が京城（現在のソウル特別市）に統監府を置き、自ら初代統監に就任すると、京城に支局を設置した。日本の通信社が海外に拠点を置いたのは、これが最初である。内外通信社はロイターとの直接契約に成功し、外電を国内に配信した。しかし当時は外電の需要が低く、売り上げは低迷した。結果、1897年（明治30年）に博報堂の瀬木博尚に譲渡され、1955年（昭和30年）に博報堂に吸収された。自由通信社は自由党の宣伝機関として機能し、星の死後は西園寺公望がこれを継いだが、関東大震災以後凋落した。

### 「電通」誕生
1901年（明治34年）7月1日、光永星郎が「電報通信社」を創業した。
光永は、日清戦争の際に従軍記者として中国に渡った経験を持つ。このとき、通信手段の不備による記事掲載の遅れなどの理由から通信社の重要性を痛感した光永は、自ら通信社を興すことを考えた。だが通信社設立には莫大な資金を要することから、光永は営利の見込まれる事業として広告業に目を付けた。即ち、広告代理店「日本広告株式会社」を設立し、然るのちに通信社を広告代理店に併設するという形をとったのである。日本広告と電報通信社は、新聞社から受領する通信料と新聞社に支払う広告料を相殺する方式で地盤を築いた。新聞社にとってこの手法は、広告枠を電報通信社に開放しさえすればニュースを享受できるため都合が良く、後発の通信社であった電報通信社がシェアを拡大する上で大いに役立った。しかし同時に、これは通信社が新聞社の生殺与奪の権を握ることに他ならないとの批判も受けた。
1906年（明治39年）12月27日、光永は「日本電報通信社」を興し、「電報通信社」を買収。資本金は20万円であった。翌1907年（明治40年）4月、京城に支局を設置した。また、6月21日にUPが設立されると、翌月には早くもUPと通信協定を結び、アメリカ系の国際ニュースを初めて日本の新聞に導入。8月1日、日本広告と合併した。現在の「電通」である。
電通の急成長ぶりは、1908年（明治41年）に開催された創立7周年記念式典の際に、逓信省通信局長の小林謙二郎が述べた祝辞にも現れている。祝辞によると、当時の日本における予約電報は毎日8000字、予約電話は毎日50通話で、共に3分の1が電通によるものであったという。
日本の有力通信社として台頭した電通は、先行する帝通と激しく争った。なお、電通は他社に比して政治的立場の鮮明な記事は多くはなかったが、立憲民政党系の帝通と競合したこと、立憲政友会（政友会）系の新聞社と多く契約していたことなどにより、電通も政友会系と目されることが多かった。

### 「国際」と「東方」
1914年（大正3年）2月、「国際通信社」（以下「国際」）が設立された。代表社員は、樺山資紀の長男で財界の重鎮・樺山愛輔。総支配人は元AP東京支局長のアイルランド人ジョン・ラッセル・ケネディ (John Russell Kennedy,  1861-1928) が務めた（1923年まで）。
同社設立の背景には、アメリカ在住の経験を持つ高峰譲吉や、彼に同調した牧野伸顕、渋沢栄一らの強い思いがあった。
1909年8月に渡米実業視察団の団長としてアメリカに向かった渋沢は、同国における日本関係の記事が非常に少ないこと、しかもそのわずかな記事の中には悪意に基づくものもあることを憂慮し、日本から海外にニュースを積極的に発信する必要があるとの認識を持つに至った。1911年には、来日したAPのメルヴィル・イライジャ・ストーン (Melville Elijah Stone) が講演し、日本も国家代表通信社 (National News Agency) を持つべきだと主張した。のちの同盟通信社社長・古野伊之助は、これに感銘を受けた1人である。
しかし、世界3大通信社の協定に基づく制約により、「国際」は諸外国の通信社と独自に契約することが許されず、極東市場を掌握するロイターを通してニュースを得るに留まった。渋沢らの意図に反して、「国際」はロイターに従属する立場から脱却できなかったのである。
「国際」は慢性的な赤字に苦しんだ。同社がロイターに支払う通信手数料は月2000円。対して、契約新聞社からの購読料はほぼ同額の2000円余りに留まり、諸経費を含むと足が出た。赤字は外務省が補填した。新通信社の設立が検討された。
1913年11月、ケネディが独断でロイターと契約。渋沢が設立しようとしていた通信社、文言中の「シンジケート」は、ロイターから日本国内における営業譲渡を受ける体裁でありながら、毎年3000ポンドも払って原則ロイターからの受信しかできず、発信はロイター側から求められたときだけ行うことになった。ロイターは日本の新聞社と個別に契約する必要がなくなった。
1914年10月1日に「東方通信社」が上海で設立された。社長は支那研究所所長の宗方小太郎。「国際」がアメリカでの排日運動に刺激されて誕生したのに対し、こちらは中国におけるドイツの排日運動の盛り上がりに対抗するため、外務省の働きかけによって誕生した。1920年（大正9年）8月1日、同社は「新東方通信社」（以下「東方」）に改称し、本社を東京に移転している。

### 電聯時代
ケネディに代わり国際社長に就任した岩永裕吉は、3万ポンドの代償を払って日本国内のロイター暖簾を譲り受けるなどした。1925年（大正14年）にはモスクワへ赴き、ロスタ（後のイタル・タス）と対等の通信契約を締結した。
さらに岩永は、新聞社の共同機関による通信社の設立を説き、1926年（大正15年）5月1日、国際と東方の合併により「日本新聞聯合社」を設立（翌年「新聞聯合社」に改称。以下「聯合」）した。同社は東京日日新聞社、大阪毎日新聞社、東京朝日新聞社、大阪朝日新聞社、国民新聞社、時事新報社、中外商業新報社、報知新聞社の8社による匿名組合であった。
このころ、帝通は落日の時を迎えていた。頼母木桂吉が社長を務めていた大正末期に黄金時代を現出した帝通であったが、関東大震災で社屋が全壊する被害を受けた。また1925年（大正14年）に頼母木が加藤内閣の逓信事務次官に就任して社長職を離れたころから、社業は陰りを見せ始めた。
国際は帝通を通じて外電を各地方に配信する契約を締結していたが、新会社の聯合は、契約期間が満了したのを機にこれを廃止。急速に没落した帝通は、1929年（昭和4年）に破産宣告を受けるに至る。以後、電通と聯合の2大勢力が激しく争う「電聯時代」が到来した。

### 同盟通信社

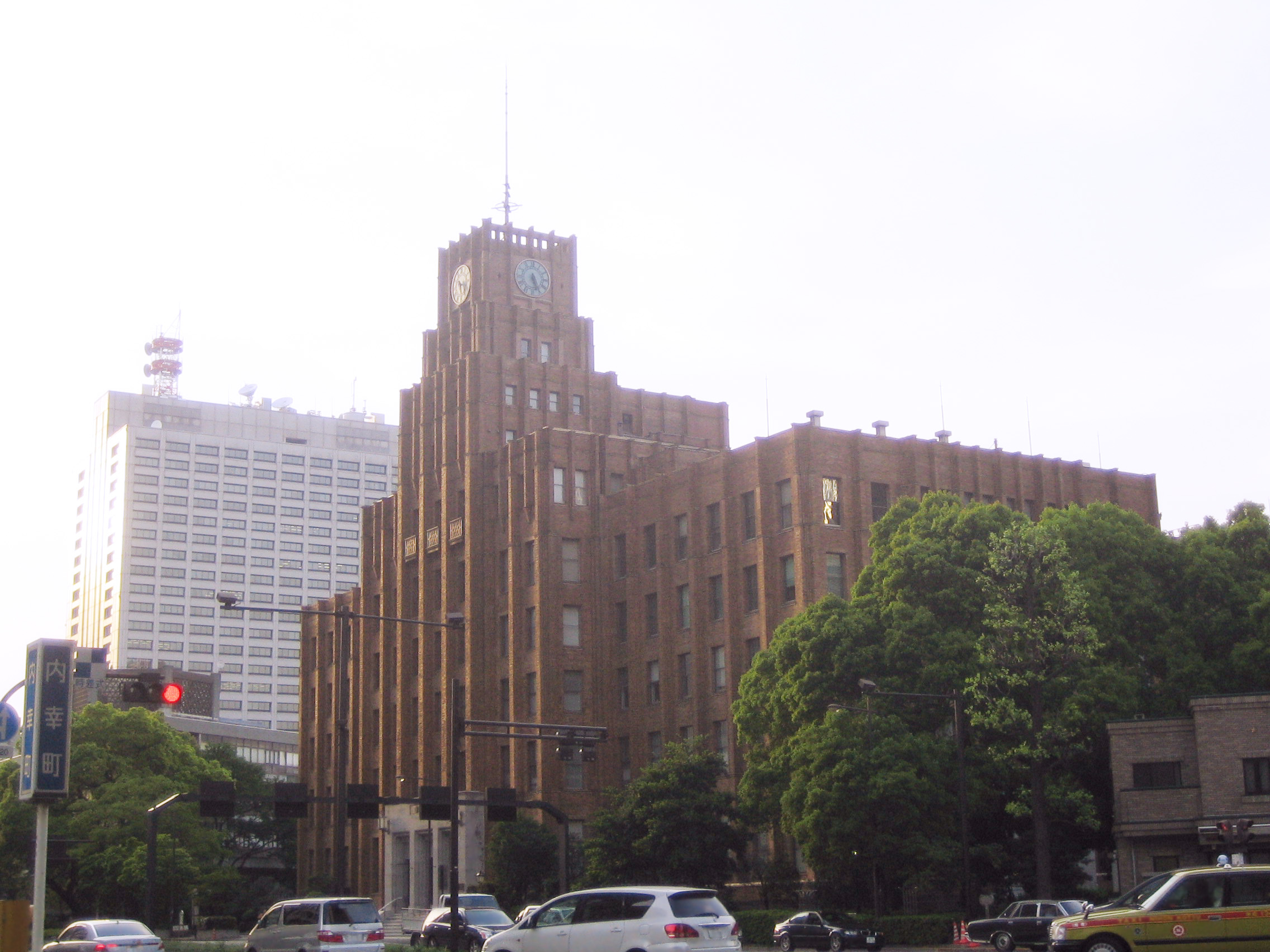
市政会館（東京都千代田区）。同盟通信社、及び時事通信社が本社を構えた

1931年（昭和6年）の満州事変後、陸軍省・海軍省・外務省の情報担当者による会議が行われ、情報通信の一元化による統制を行うための布石として、電通と聯合の合併が画策された。電通にとっては承服できかねる話であり、多くの地方紙も強硬に反対したが、新会社「同盟通信社」の設立構想は進められた。
1932年（昭和7年）12月、里見甫の「満州における国家代表通信社」の設立工作により、満州における電通と聯合の通信網を統合した国策会社である「満州国通信社」（略称「国通」）が設立された。同社は後に同盟通信社の姉妹機関となる。
1935年（昭和10年）11月17日、電通の承諾なきまま「同盟通信社」の設立が許可され、12月17日の設立総会で、翌月1日からの業務開始が決定した。合併推進派は、小森七郎、正力松太郎、寺田四郎の3名を光永の元に向かわせて翻意を促したが、光永は首を縦に振らなかった。
1936年（昭和11年）1月1日、「社団法人同盟通信社」（以下「同盟」）が発足した。ただし、未だ電通側の承諾が得られないままの見切り発車であったため、この時点では聯合が社名を変更したに過ぎなかった。同年3月9日に誕生した廣田内閣において逓信大臣に就任した頼母木桂吉は、かつての商売敵である光永を呼び付け「政府裁定案」の受諾を迫った。光永はこの案を呑み、4月30日に契約書に調印。6月1日、電通は通信部を同盟に譲渡し、広告代理部門は同盟の広告部と統合した。現在の、広告専業としての電通の基礎は、こうして形成された。
同盟は日本の国家代表通信社として、また東洋最大の通信社として君臨した。しかし帝国と共に拡大した同社の命運は、帝国と共に尽きることとなる。

### 「同盟」分裂
1945年（昭和20年）8月15日、第二次世界大戦は日本のポツダム宣言受諾によって終結した。同年9月24日、GHQは「新聞の政府からの分離」を指令。同盟社長の古野伊之助は、同盟が原型を留めない形で解体されるのを恐れ、先手を打つことにした。古野は即日GHQに赴き、同盟の自発的解散の意志を表明したのである。10月31日、同盟は正式に解散し、翌11月1日、共同通信社（以下「共同」）と時事通信社（以下「時事」）が発足した。
「同盟通信社の解散に関する覚書」では、共同は「新聞社および放送局を対象とする新聞通信を経営」し、時事は「一般購読者を対象とする時事通信、経済通信、出版事業などの経営」を行うとの基本方針が定められた。

#### 共同通信社

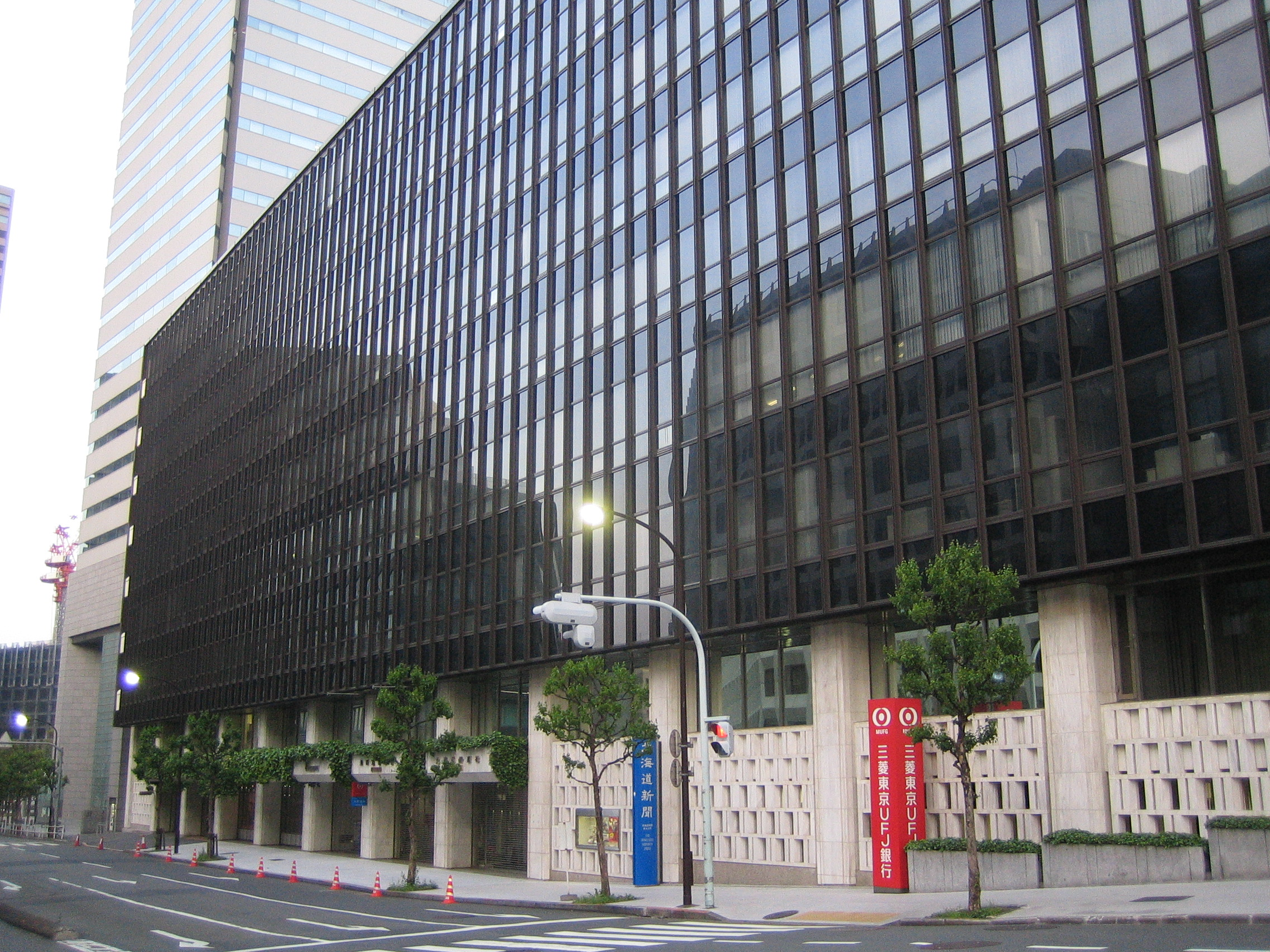
共同通信社旧本社（東京都港区）

共同は発足当日の11月1日に、早くもAPとニュース配信を受ける契約を締結した。11月10日にUPと、また1946年（昭和21年）1月1日にはロイターと契約し、国際ニュースの安定供給に向けて布石を打った。また、1949年（昭和24年）7月に国際ニュースの自主取材を開始して、1952年（昭和27年）6月、ニューヨーク支局の設置に漕ぎ着けた。
1950年（昭和25年）に始まった朝鮮戦争は、朝鮮特需による好景気を日本にもたらしたが、共同もニュース配信量の急増による恩恵に浴した。さらに、中国が戦争に介入すると、新華社から受信するニュースが世界中から重宝され、共同の価値を高からしめた。
しかし1952年（昭和27年）9月、加盟新聞社のうち朝日、毎日、読売の3大紙が脱退を表明した。
他社を圧倒する規模を有する3社は、共同に高額な負担金を払わずともニュースの収集が可能と判断した。また3社には、「共同が干上がれば、多くのニュースを共同に依存する各地方紙が打撃を受け、自社の販路拡大に有利に働く」との思惑があったとされる。3社の負担金の合計額は1800万円と、全体（7200万円）の4分の1に達しており、これを失えば共同が直ちに苦境に陥ることは確実であった。共同は、他の加盟新聞社に負担金の増額を要請。各社がこれを了承したことにより、危機を乗り切った。なお、ロイターなどとの契約が思うように進まなかったことから、3社はのちに、海外ニュースに関しては再び共同からの記事配信を受けるようになった。
世界の注目を集めた1964年（昭和39年）の東京オリンピックでは、共同の配信する記事が存在感を示した。

#### 時事通信社
一方時事は1946年（昭和21年）8月、UPと経済通信分野における独占契約を締結。さらに1949年（昭和24年）12月、AFPと一般ニュースの契約を締結して、1952年（昭和27年）1月、ロイターと経済通信の独占契約を、その翌年にはAFPと、経済通信の独占契約をそれぞれ締結した。
しかし、時事の船出は順調には進まなかった。同盟の目ぼしい遺産は共同が引き継ぎ、さらに時事は外地から引き揚げて来る元同盟社員の受け皿とされたために人件費がかさみ、設立当初から苦難の道を歩まざるを得なかったのである。
同盟解散時、古野は将来時事と共同が再合同することを期していた。一般ニュース分野と経済通信分野とに分割して棲み分けを図ったのも、両社の無用な衝突を避けるためである。そして「時事は、一般ニュースを必要とする場合は共同から無料で供給してもらえばよい。専用線も共同のものを無償で使用すればよい」としていたが、実際に分社化するとそのようにはいかなかった。一般ニュースの自主取材は「覚書」によって厳しく制限され、また、敗戦後間もない日本経済は著しく疲弊しており、経済通信での収入も芳しくなかった。
このため、1949年（昭和24年）7月14日に社長の長谷川才次が共同常務理事の松方三郎（松方正義の末子）と直接交渉し、両者は「覚書」の撤廃に合意した。以後、共同から時事へのニュース供給は途絶し、古野の意図に反して両社の本格的な抗争が始まった。
1971年（昭和46年）、日本経済新聞社が子会社「株式会社市況情報センター (QUICK) 」を設立した。QUICKは、専用端末「ビデオ-I」で経済情報サービス分野に参入し、急成長を遂げた。新たな脅威の出現により、時事はさらなる苦境に陥った。
1971年は時事にとって、もう1つの意味で特別な年であった。この年の6月、初代社長の長谷川が退陣したのである。
「独裁的」とも評される長谷川の経営方針や、政財界寄りの態度に不満を覚えた社員らは1968年（昭和43年）、実質的には機能していなかった「時事通信社労働組合」（1950年発足）に代わる組織として「時事通信労働組合」を結成し、待遇改善などを要求する運動を展開。組合には約120人が参加した。1971年（昭和46年）3月26日と4月28日、組合は全日ストに突入し、機動隊が出動する異常事態となった。
労使の対立は、1971年5月の第51回定期株主総会で頂点を迎える。席上、組合員による質問が突如打ち切られ、提出議案が強行採決されたことに組合側が猛反発し、総会は紛糾した。こうした一連の混乱の責任を取って、長谷川ら経営陣は辞職した。

### 外資の参入
ロイターは明治初期に、外国の通信社で初めて日本に特派員を置いた歴史を持つが、20世紀半ばの段階では現地法人の設立には至っていなかった。1971年のQUICK設立時、ロイターは8%の資本参加を行い、「ストックマスター」など主力商品の販売を委託した。しかし、1984年（昭和59年）にQUICKとの関係を解消。翌1985年（昭和60年）、日本法人「ロイター・ジャパン」を設立した。
一方、ブルームバーグも日本市場の開拓を目指し、経済情報を一刻も早く入手できる環境を整えるべく、東京証券取引所内の記者クラブ「兜倶楽部」への加盟を申請した。しかし外国メディアの加盟は例がなく、また全国の記者クラブのあり方にも関わる重大事であったため、再三にわたる申請に対しても許可は下りなかった。また、「兜倶楽部に加盟すれば重要な経済情報がいち早く手に入るため、立場を悪用すれば不正に利益を上げることもできる。通信社といえるのかどうかも疑わしいブルームバーグに、そのような特権を与えてもよいのか」といった疑問の声もあった。
業を煮やしたブルームバーグ側は、アメリカ大使館の圧力を利用して揺さぶりをかけた。これが功を奏し、1993年（平成5年）、ロイターと共に兜倶楽部への加盟を認められた。この結果、両社の速報性は向上した。対して、規制に安住して20年前の商品「ビデオ-I」を販売し続けてきた、QUICKの影響力は著しく損なわれた。また、時事にとってこの一件は、QUICK以上に巨大な競争相手の登場を意味していた。

### 合併説

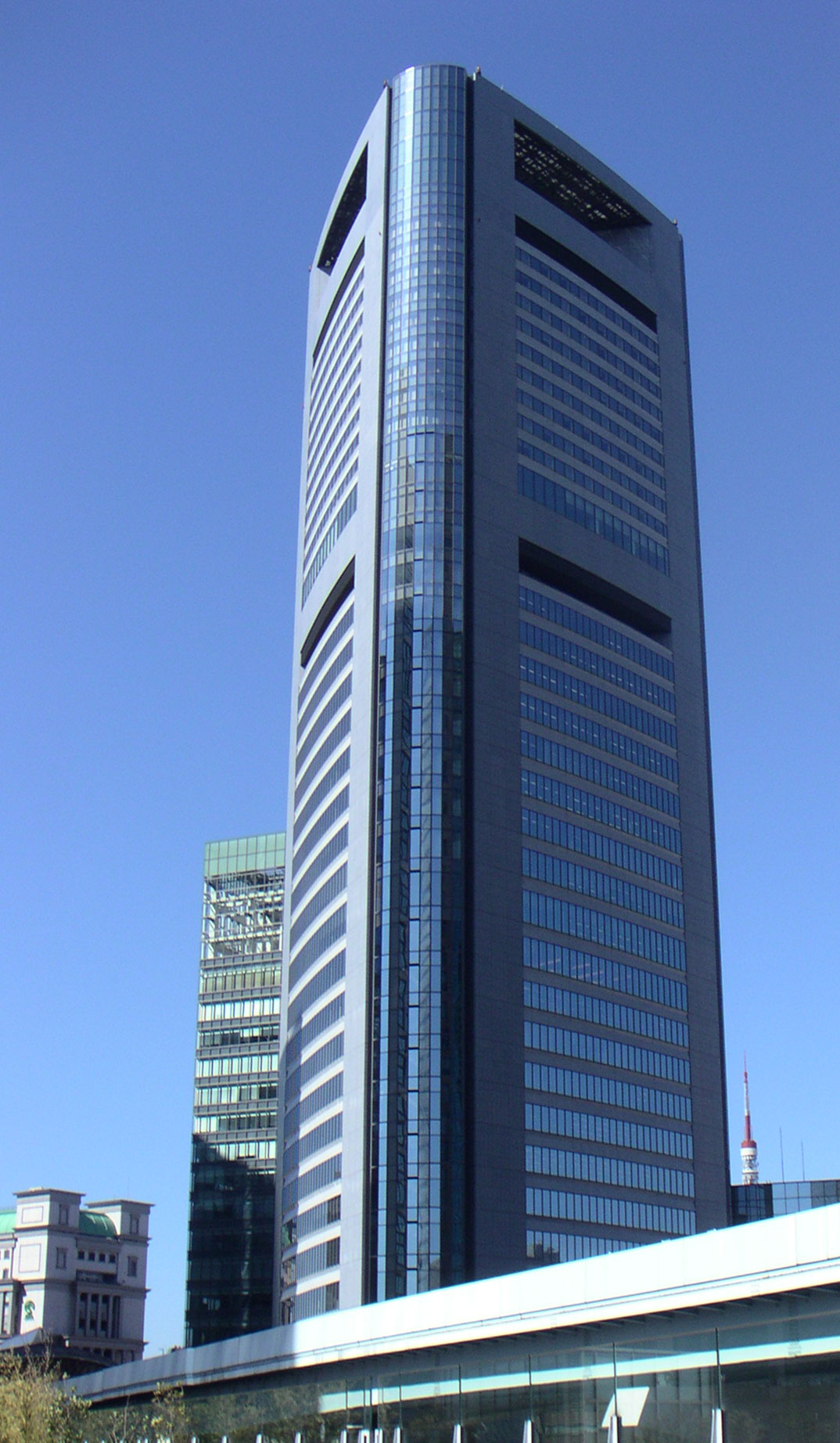
汐留メディアタワー（東京都港区）。共同通信社の本社が入居する

共同の命綱は加盟社からの負担金であるが、強大な発言力を有する大手新聞社や経営環境の厳しい新聞社からの値下げ要求に悩まされている。1998年、外信のみ共同と契約していた朝日、毎日、読売が、負担金の値下げを要求した。部数が減少した産経も脱退を仄めかし、負担金の大幅削減を実現している。2005年には、負担金に関する日本テレビとの交渉が決裂。日本テレビは脱退し、ニュース収集に関する読売への依存度を強めることとなった。こうした動きが波及すれば、共同の財務体質に深刻な影響を及ぼしかねない。
対する時事は、創業時に一般ニュースの分野を共同に明け渡したことから、長く辛酸を嘗めてきた。主力の経済情報分野では、ロイターやブルームバーグの参入でパイの争奪戦が激化しており、安閑としていられない状況が続く。
こうした事情から、共同・時事両社の合併が常に囁かれている。両社が出資する新会社「日本メディアーク」の設立時などには、業界紙や雑誌が「合併に向けた動きか」と報じた。
日本の通信社を代表する両社の合併が仮に実現した場合、新会社が日本の国家代表通信社として世界に雄飛する可能性が期待される。だが反面、少なくとも日本国内においては新会社が突出した影響力を持つことになるため、情報市場の独占による弊害を危惧する声もある。

## 年表
- 1835年 - シャルル＝ルイ・アヴァスがパリでアヴァスを創業
- 1846年 - ニュー・ヨークでハーバー・ニューズ・アソシエーション（HNA：APの前身）創業
- 1849年 - ベルンハルト・ヴォルフがベルリンでヴォルフを創業
- 1851年 - ポール・ジュリアス・ロイターがロンドンでロイターを創業
- 1852年 - アヴァス、広告専門の子会社を設立
- 1856年 - アヴァス、ヴォルフ、ロイターの3社による初の協定締結
- 1857年 - HNA、「ニュー・ヨークAP」に改称
- 1865年 - ロイターが株式会社化
- 1875年 - ヴォルフが株式会社化。「大陸電報会社 (Kontinental Telegraphen Kompagnie) 」に改称（その後もヴォルフと通称された）
- 1879年
  - アヴァスが株式会社化
  - ニュージーランドでNZPA創業
- 1887年 - 六角政太郎が東京急報社を創業
- 1888年 - 益田孝が時事通信社を創業
- 1890年 - 新聞用達会社、東京通信社創業
- 1891年 - 漆間真学が日本通信社を創業
- 1892年
  - 時事通信社と新聞用達会社が合併、帝国通信社誕生
  - AP誕生
- 1893年 - 5月5日、大橋佐平が内外通信社を創業
- 1899年 - 2月11日、星亨が自由通信社を創業
- 1900年 - AP、本社をニュー・ヨークへ移転
- 1901年 - 光永星郎が電報通信社を創業
- 1906年 - 電報通信社を改組、日本電報通信社誕生
- 1907年 - エドワード・ウィリス・スクリップス (Edward Wyllis Scripps) がUPを創業
- 1909年 - ウィリアム・ランドルフ・ハースト (William Randolph Hearst) がINSを創業
- 1914年 - 国際通信社及び東方通信社創業
- 1917年 - カナダでCP (Canadian Press) 創業
- 1918年 - ロシア通信社 (Российское телеграфное агентство) 、略称ロスタ (РОСТА) 誕生
- 1920年
  - 東方通信社、「新東方通信社」に改称
  - 4月、トルコでアナトリア通信社 (Anadolu Ajansi、略称AA) 創業。ケマル・アタテュルクが設立を斡旋
- 1925年 - ロスタが改組、タス (Телеграфное Агенство Союза Советских Социалистических Республик、ТАСС) 誕生
- 1926年 - 国際通信社と新東方通信社が合併、日本新聞聯合社誕生
- 1927年 - 日本新聞聯合社、「新聞聯合社」に改称
- 1929年 - 3月28日、帝国通信社が倒産
- 1931年 - 北京で紅色中華通訊社創業
- 1932年 - 満州国通信社創業
- 1933年　
  - APと新聞聯合通信社、ニュースの相互提供を決定
  - ヴォルフ、国営通信社DNBに吸収される
- 1934年
  - 3大通信社による協定解消
  - オランダでANP (Algemeen Nederlands Persbureau) 創業
- 1935年 - オーストラリアの新聞社14社が共同で、AAPを創業。初代社長はルパート・マードックの父キース・マードック (Keith Murdoch)
- 1936年 - 同盟通信社創業

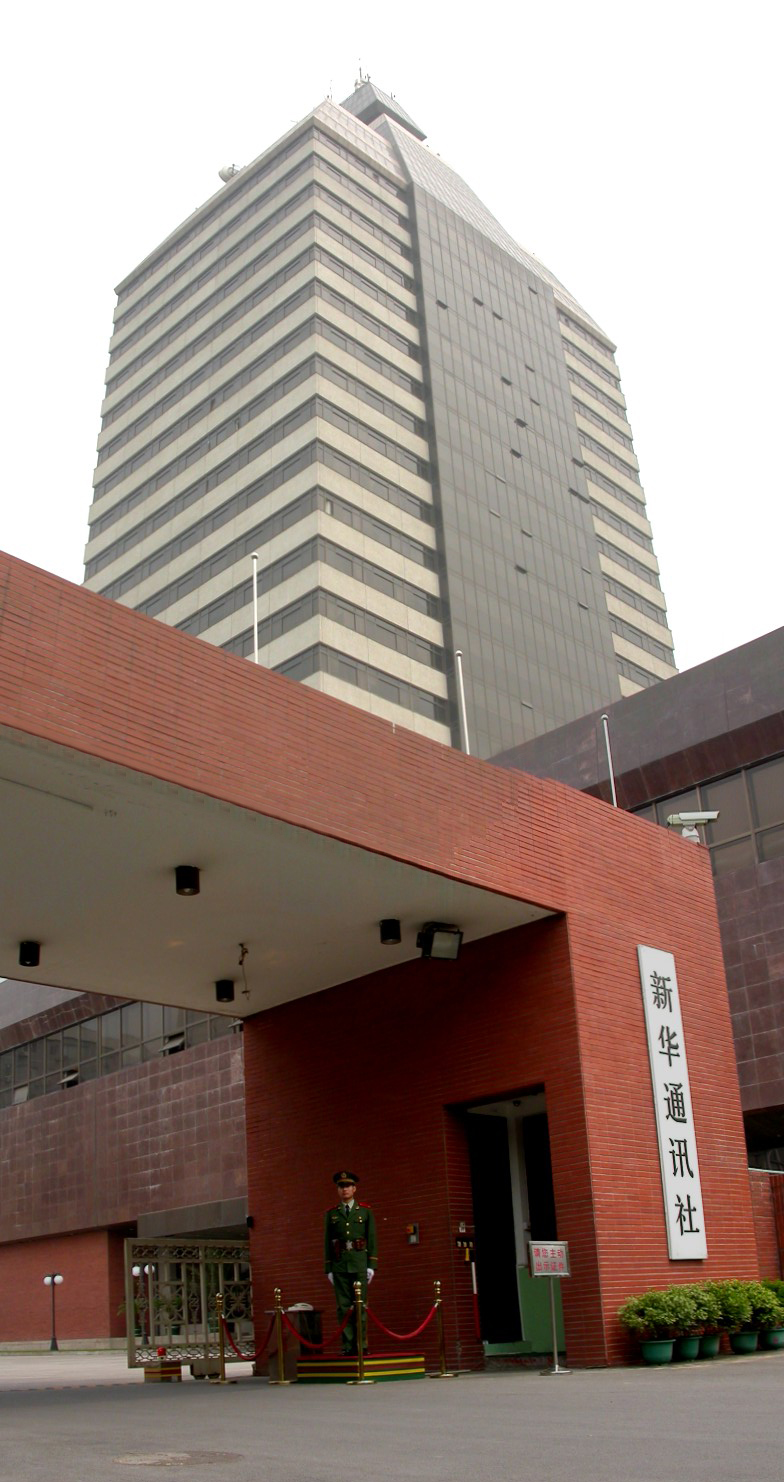
新華社本社（北京宣武門）

- 1937年 - 紅色中華通訊社、「新華通訊社」（通称「新華社」）に改称
- 1939年 - スペインでEFE創業
- 1941年 - ロイター、非公開企業に改組
- 1944年 - フランスで、政令に基づきAFPが誕生
- 1945年 - 同盟通信社解散。共同通信社、時事通信社に分裂
- 1946年 - 北朝鮮通信社創業。1948年「朝鮮中央通信社」に改称
- 1949年 - 西ドイツでDPA (Deutsche Presse-Agentur) 誕生
- 1950年 - イタリアでAGI (Agenzia Giornalistica Italia) 創業
- 1952年 - 朝日、毎日、読売の3大紙が共同通信社との関係を解消（のちに、国際ニュースのみ提供を受ける）
- 1957年 - AFPが民営化
- 1958年
  - UPがINSを買収、UPI誕生
  - AFP、北京支局を開設
- 1961年 - ソ連でノーヴォスチ通信社 (Агентство Печати «Новости») 創業
- 1964年 - ロイター、「ストックマスター」の提供を開始
- 1967年 - AP、ダウ・ジョーンズと提携
- 1968年 - ロイターの経済通信部門の売上高が、初めて一般ニュース部門を上回る
- 1969年
  - AFP、アラビア語でのニュース提供を開始
  - ニール・ハーシュ (Neil Hirsch) 、マネーライン・テレレートを創業
- 1970年 - ロイター、「ヴィデオマスター (Videomaster) 」の提供を開始
- 1971年 - 日本経済新聞社、日立製作所、野村證券など33社が「市況情報センター（Quotation Information Center K.K.：略称「QUICK」）」を設立
- 1973年 - ロイター、「ロイター・モニター・マネー・レート・サービス (Reuter Monitor Money Rates service) 」を開始
- 1980年 - 12月、韓国・全斗煥政権の言論統廃合に基づき、合同通信と東洋通信が統合。「聯合通信」誕生
- 1981年 - マイケル・ブルームバーグがニュー・ヨークでイノヴェーティヴ・マーケット・システムズを創業
- 1982年 - UPI、1ドルで身売り
- 1983年 - アフリカ諸国の通信社によるニュース交換組織「PANA (Pan-African News Agency) 」発足
- 1984年 - ロイター、ロンドン証券取引所及びNASDAQに上場。QUICKとの提携を解消
- 1985年 - ロイター、日本法人「ロイター・ジャパン」を設立。日本語による経済情報サービス「JALFIS (Japanese Language Financial Service) 」の提供を開始
- 1986年 - ロイター、インスティネット社を買収
- 1987年 - 市況情報センター、「QUICK」に改称
- 1989年 - モスクワでインテルファクス創業
- 1990年 - ブルームバーグ、「ブルームバーグ・ビジネス・ニューズ」で通信社事業に本格参入
- 1991年
  - UPIが倒産。中東放送センター (MBC) が買収
  - AFP、子会社「AFX News」を設立。英字ニュースの配信を開始
  - 8月、ノーヴォスチ通信社がロシア・ノーヴォスチ通信社 (РИА Новости) に改組
  - 10月　QUICK創業20周年。QUICK総合研究所設立
  - 12月　ロイター、日本語ニュースサービス「ロイター・スクープ (Reuter Scoop) 」の提供を開始
- 1992年
  - タスが改組。イタル (информационное телеграфное агентство России、ИТАР) 、通称イタル・タス (ИТАР-ТАСС) 誕生
  - QUICK、初の減収減益
- 1994年　ロイター、日本語ニュースサービス「ロイター・ファースト（Reuter First）」の提供を開始
- 1998年 - 12月、聯合通信が「聯合ニュース」に改称
- 1999年 - 聯合ニュース、内外通信を吸収合併
- 2000年 - 統一教会系企業「ニューズ・ワールド・コミュニケーションズ (News World Communivations、NWC) 」がUPIを買収
- 2001年 - マイケル・ブルームバーグ、ニュー・ヨーク市長に選出。レックス・フェニックに社業を譲る
- 2003年 - アメリカでAHN (All Headline News) 創業
- 2005年 - ロイター、マネーライン・テレレート社を買収。買収総額1億4500万ドル（7900万ポンド）
- 2006年 - AFP、ソフトバンク・グループの「モビーダ・エンターテインメント」、及び「クリエイティヴ・リンク」と提携。会員制ニュースコミュニティーサイト「AFP BB News」を開設
- 2007年 - トムソン (Thomson Co.) 、ロイターを87億ポンドで買収すると発表